# Тис (река, Великобритания)
Тис (англ. Tees) — река на севере Англии. Исток находится на восточном склоне Кросс-Фелл в горах Пенни-Хиллс, течёт на протяжении 137 км на восток, впадает в Северное море. Устье находится между городами Хартлпул и Редкар. Площадь бассейна составляет около 1834 км². Река не имеет сколь-либо значительных притоков. По реке проходит граница между историческими графствами Дарем и Йоркшир в низовьях Тисы и графствами Дарем и Уэстморленд — в верховьях.

## Легенды
По многим английским поверьям, в этой реке живёт нечисть, под названием Пег Паулер. Она топит детей, блуждающих возле мелководья босиком.